# بحيرة بركانية المنشأ

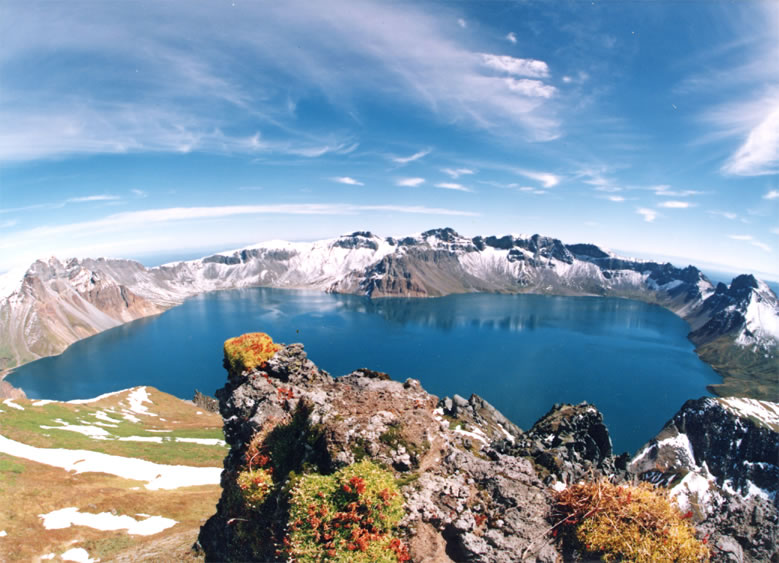
بحيرة السماء، بحيرة فوهة بركان جبل بايكتو على الحدود بين الصين وكوريا الشمالية

البحيرة بركانية المنشأ هي بحيرة تكونت نتيجة نشاط بركاني. وهي عمومًا جسم مائي داخل فوهة بركانية غير نشطة (بحيرات فوهية) ولكن يمكن أيضًا أن تكون كميات كبيرة من الحمم البركانية المنصهرة داخل فوهة بركانية نشطة (بحيرات الحمم البركانية) والأجسام المائية المقيدة بتدفقات الحمم البركانية أو تدفقات بركانية فتاتية أو اللاهار في أنظمة الوادي. يُستخدم مصطلح البحيرة البركانية أيضًا لوصف البحيرات بركانية المنشأ، على الرغم من أنه أكثر شيوعًا في استخدامه لتلك الموجودة داخل الفوهات البركانية.

## بحيرات فوهة بركانية

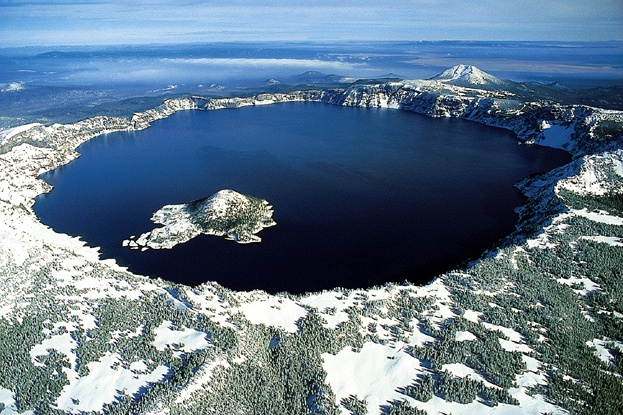
بحيرة كريتر في ولاية أوريغون، الولايات المتحدة الأمريكية

تملأ البحيرات في كالديرا الحفر الكبيرة التي شكلها انهيار بركان أثناء ثوران بركاني. أمثلة:
- بحيرة كريتر، أوريغون، الولايات المتحدة
- بحيرة السماء، الصين / كوريا الشمالية
- بحيرة توبا، سومطرة، إندونيسيا

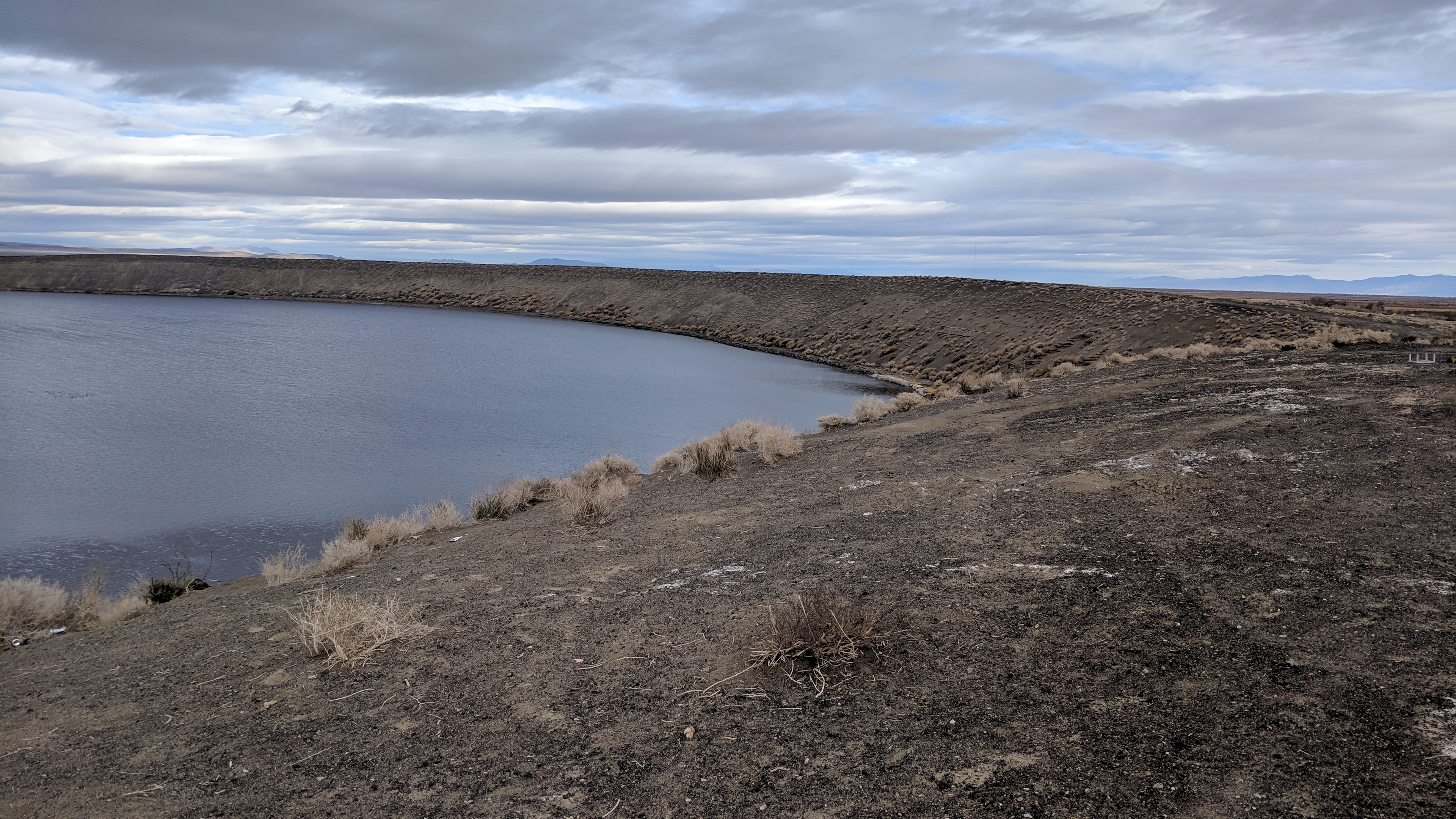
بحيرات الصودا في نيفادا، الولايات المتحدة الأمريكية

تملأ البحيرات الموجودة في المار الحفر الصغيرة حيث تسبب الانفجار البركاني في ترسب الحطام حول فتحة التهوية. أمثلة:
- بحيرة نيوس، المنطقة الشمالية الغربية، الكاميرون
- بحيرة بافين، بوي دو دوم، فرنسا
- بحيرات الصودا، نيفادا، الولايات المتحدة

## بحيرات الحمم

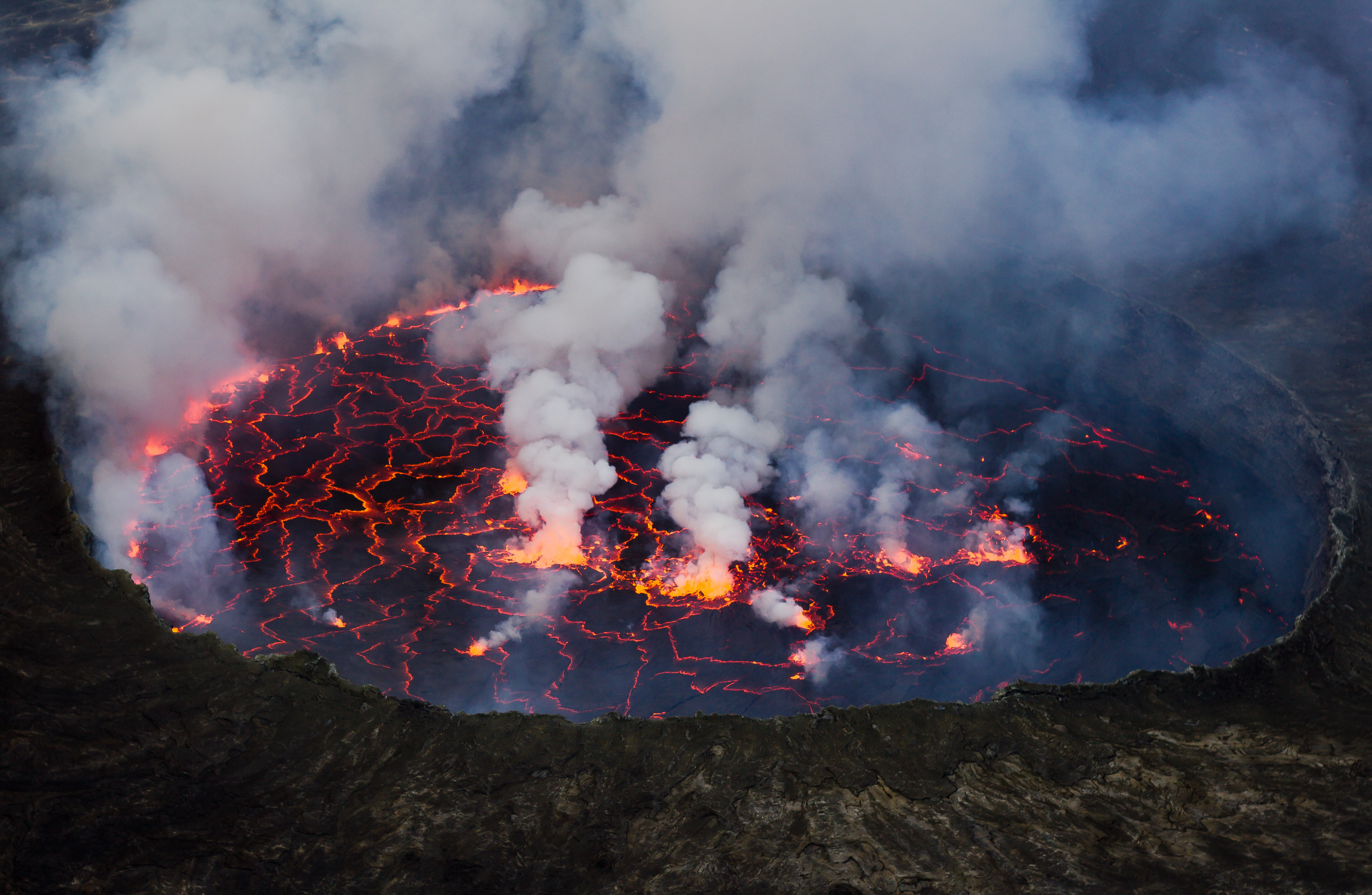
بحيرة الحمم البركانية في جبل نيراجونجو في جمهورية الكونغو الديمقراطية

هي بحيرات نادرة تحافظ الحمم البركانية المنصهرة في البركان على توازن نسبي، فلا ترتفع إلى أن تفيض ولا تغرق لتُصرف بعيدًا وهذه بعض الأمثلة عليها:
- جبل إريبس، جزيرة روس، القارة القطبية الجنوبية
- إرتا البيرة، منطقة عفار، إثيوبيا
- جبل نيراجونجو، شمال كيفو، جمهورية الكونغو الديمقراطية

## بحيرات من الحمم البركانية
- بحيرة باليك، محافظة آغري، تركيا

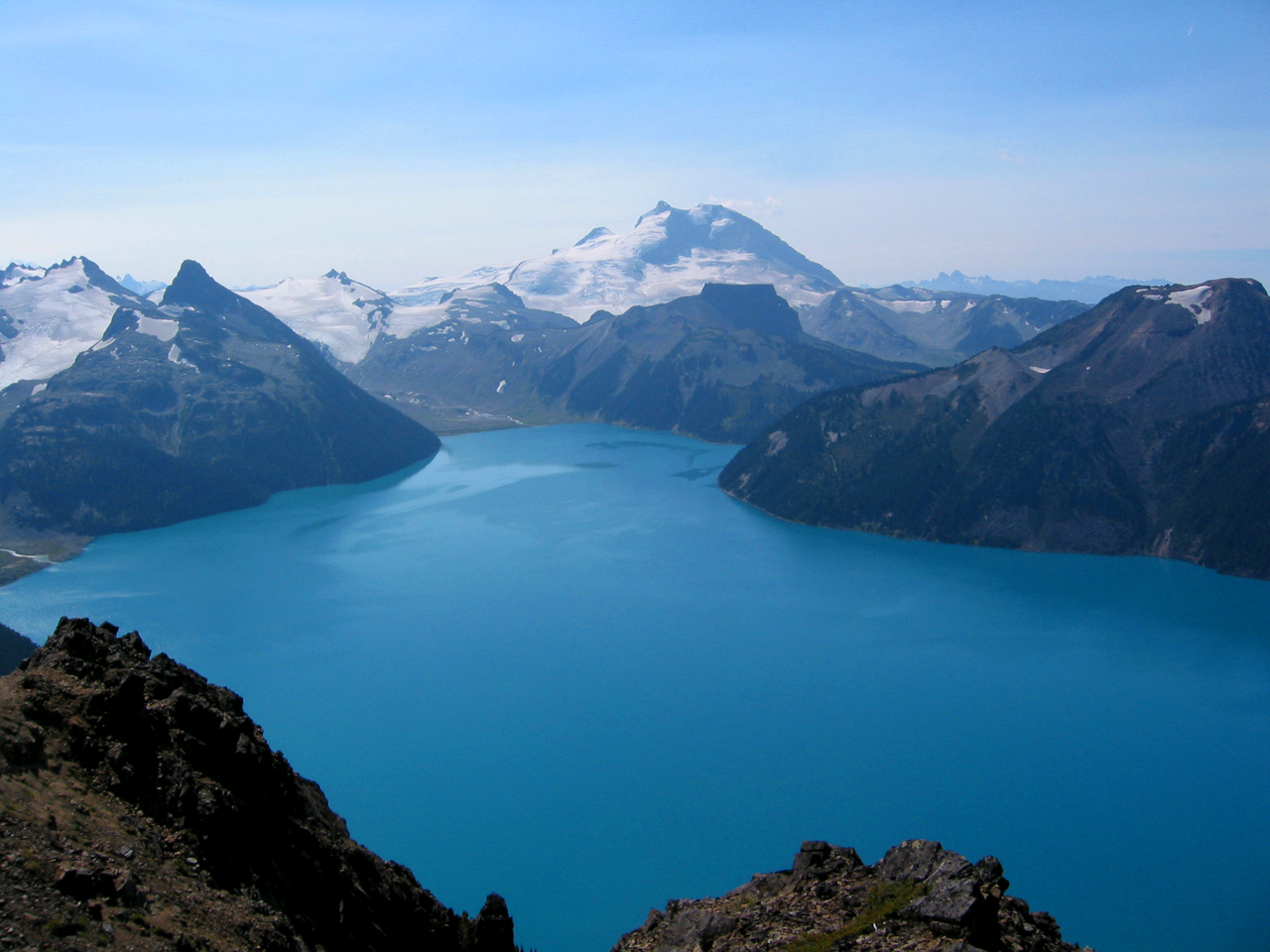
بحيرة غاريبالدي في كولومبيا البريطانية، كندا، محجوزة بتدفقات الحمم البركانية التي تشكل الحاجز

- بحيرة ديسابير [الإنجليزية]، الجزيرة الشمالية، نيوزيلندا
- بحيرة غاريبالدي، كولومبيا البريطانية، كندا
- بحيرة غويجا [الإنجليزية]، غواتيمالا / السلفادور

## روابط خارجية
- لجنة IAVCEI للبحيرات البركانية
- لجنة IAVCEI للبحيرات البركانية: بعض الأساسيات حول Crater Lakes
- علم البحيرات البركانية
- بحيرات العالم البركانية
- مرصد بركان هاواي USGS: المياه على البراكين: أمطار غزيرة وبحيرات فوهة البركان
- مرصد USGS Cascades Volcano: البحيرات البركانية
- علم البحيرات البركانية، جريج باسترناك، يو.كاليفورنيا ديفيس
- وثائق حديقة Crater Lake الوطنية في مبنى أوريغون: الهندسة المعمارية لأوريجون وأرشيف شمال غرب المحيط الهادئ
- خريطة العالم للبحيرات البركانية